# Mauretania Tingitana

Die römischen Provinzen unter Trajan im Jahr 117

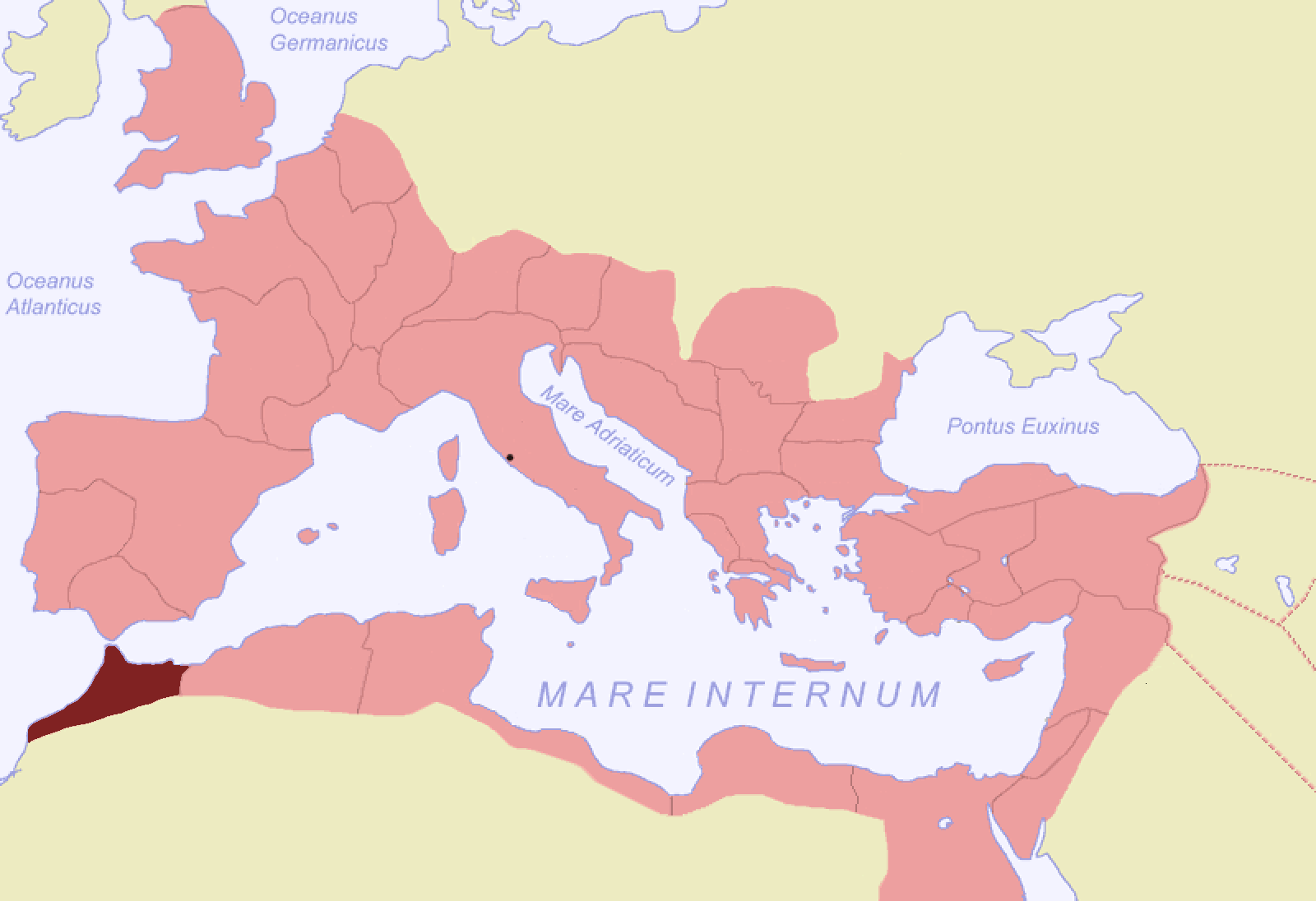
Mauretania Tingitana (hervorgehoben) im Jahr 116

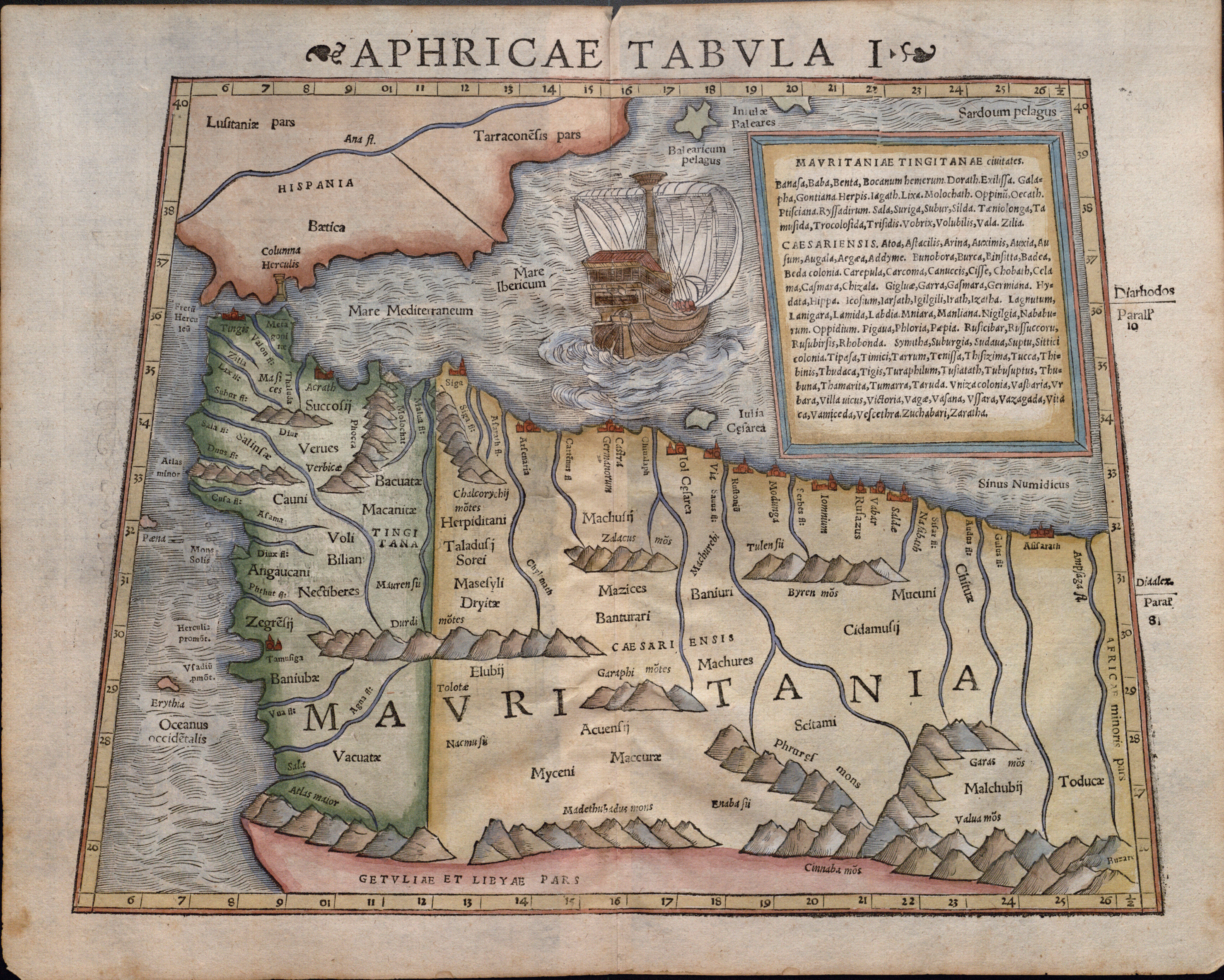
Sebastian Münster, Aphricae Tabula I, mit Mauretania Tingitana, 1540

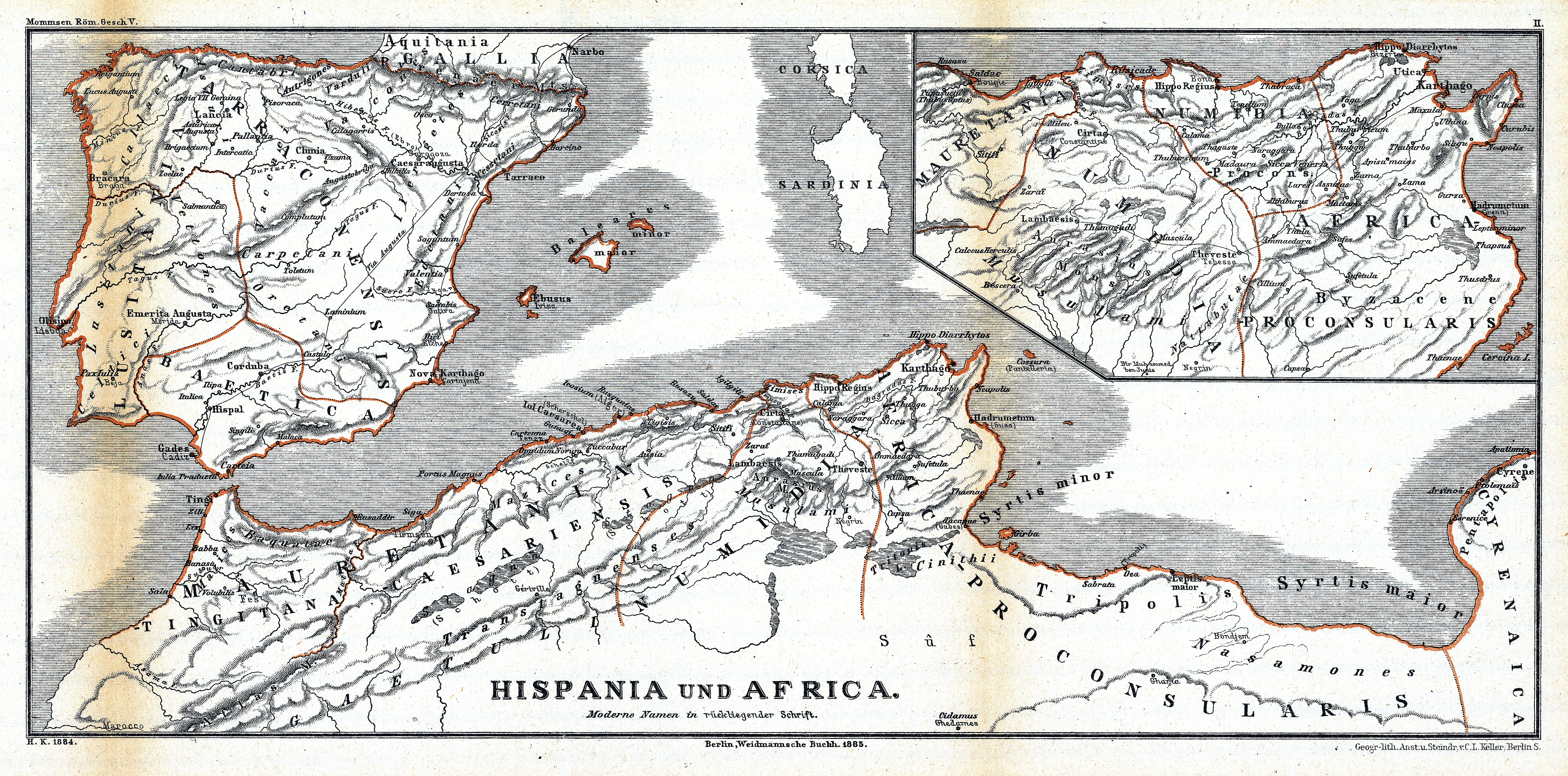
Mauretania

Mauretania Tingitana war eine Provinz des Römischen Reiches.
Nach der Eingliederung in das Römische Reich durch Kaiser Caligula teilte sein Nachfolger Claudius 42 n. Chr. das nordwestafrikanische Königreich Mauretanien in die Provinzen Mauretania Tingitana und Mauretania Caesariensis auf. Die Tingitana umfasste dabei den westlichen Teil, vor allem das Gebiet des heutigen Nordmarokko inklusive Ceuta und Melilla.  Verwaltungssitz war zunächst das im Inland gelegene Volubilis und später dann Tingis, das heutige Tanger. 427 wurde die auf die Küstengebiete reduzierte Provinz, welche vor allem Purpur und wertvolle Hölzer exportierte, von den Vandalen überrannt, die römische Besiedlung blieb jedoch bestehen. Die Mauren schlossen sich den Vandalen an. Wie in den übrigen Teilen des weströmischen Nordafrikas bildeten sich im Hinterland römisch-berberische Kleinstaaten unmittelbar durch Abspaltung vom weströmischen Reich oder durch spätere Abspaltung vom Vandalenreich. Ab 534 gerieten zumindest Ceuta (damals Septem) und Tingis unter oströmische Herrschaft, wobei ungeklärt ist, ob auch das Hinterland um Volubilis und eine Landverbindung zu den übrigen Provinzen unter oströmische Herrschaft gelangte. Ceuta blieb bis 708 beziehungsweise 711 byzantinisch.